# Guardia Piemontese
« Guardia Lombarda » redirige ici. Pour la commune de la Campanie, voir Guardia Lombardi.
Pour les articles homonymes, voir Guardia.
Guardia Piemontese (en occitan : La Gàrdia) est une ville et commune de la province de Cosenza, en région de Calabre, dans le sud de l'Italie.

## Géographie

### Situation
Guardia Piemontese est située à environ 55 km au nord-ouest de Cosenza, sur la côte de la mer Tyrrhénienne. Elle forme une enclave linguistique et ethnique occitane.

### Communes limitrophes
- Acquappesa
- Cetraro
- Fuscaldo
- Mongrassano

### Hameaux
- Marina
- Terme Luigiane

## Histoire
La date de fondation de Guardia est inconnue et le nom du site a changé à plusieurs reprises au cours de l'histoire. "Guardia" signifie guet ou belvédère, ce nom est probablement lié à une tour de guet édifiée sur place au XIe siècle. Ces tours de guet (en italien : torri costiere) étaient construites en grand nombre pour prévenir l'arrivée des pirates arabes, les Sarrasins, qui ravageaient la côte. Guardia s'est appelée autrefois Guardia Fiscaldi, du nom des puissants seigneurs féodaux locaux originaires de Fuscaldo. Après l'installation de réfugiés vaudois parlant la langue occitane, le site prend le nom de Guardia dei Valdi. Après leur massacre, le nom de la ville devint Guardia Lombarda jusqu'à être changé pour Guardia Piemontese en 1863. 
Aux XIIe et XIIIe siècles, des Vaudois en provenance des vallées occidentales du Piémont, qui appartenaient alors au royaume d'Arles ou au Dauphiné, se réfugient massivement en Calabre. En 1315, ils s'étaient déjà installés à Montalto Uffugo, San Sosti, Vacarizzo et San Vincenzo. Les seigneurs féodaux de Fuscaldo, les Spinelli, leur accordent refuge. En 1375, ils s'installent sur la colline s'élevant à 500 mètres au-dessus du niveau de la mer sur laquelle se dresse de nos jours la ville haute de Guardia. Pendant longtemps, les Vaudois ont dû prétendre être de confession catholique romaine en assistant à la messe et en faisant baptiser leurs enfants dans des églises catholiques. Cependant, dans leur intimité, ils restaient fidèles à leurs convictions et recevaient des prédicateurs vaudois itinérants qui passaient tous les deux ans.
Avec le succès de la Réforme, la plupart des Vaudois décident de ne plus dissimuler leurs véritables croyances religieuses. En 1532, lors du synode de Chanforan (dans le Piémont), ils confessent ouvertement leurs croyances. Les Vaudois calabrais envoient alors Marco Uscegli à Genève pour demander l'envoi de prédicateurs. C'est ainsi que Gian Luigi Pascale vint en Calabre et y fonda les églises vaudoises de Guardia Piemontese et San Sosti. Les Vaudois piémontais en firent de même et, en 1560, le puissant évêque de Mondovì, le cardinal Michele Ghislieri (futur pape Pie V), lance une croisade contre eux.
L'abbé catholique calabrais Giovan Antonio Anania informe Ghislieri que les Vaudois de Calabre avaient également adopté leurs propres prédicateurs entre-temps et le futur pape ordonne en retour à l'abbé d'éradiquer l'hérésie vaudoise en coordination avec l'archevêque de Cosenza, Taddeo Gaddi. En premier lieu, Anania tente de contraindre les Vaudois à la conversion en les menaçant, sans succès. Cette tentative aura pour seul effet d'effrayer les Vaudois des localités voisines qui fuient alors vers Guardia, protégée par de hautes fortifications. Le seigneur de Guardia, Salvatore Spinelli (1506-1565), fait pression sur les Vaudois et ordonne en vain à Uscegli et Pascale de fuir.
Spinelli, entretenant initialement de bonnes relations avec les Vaudois mais ne voulant pas être accusé d'hérésie à son tour, a finalement recours à une ruse. En juin 1561, il demande aux habitants de Guardia de le laisser entrer, accompagné de cinquante de ses hommes, en affirmant qu'ils n'étaient pas armés. Fidèles à leur seigneur, les habitants les laissent entrer. Dans la nuit du 4 au 5 juin, Spinelli et ses acolytes dégainent leurs armes et prennent la ville par la force. Ce faisant, et par d'autres pogroms au cours des deux semaines suivantes, Spinelli et ses hommes ont assassiné environ 2 000 vaudois dans Guardia Piemontese et ses alentours. Cette effusion de sang est commémorée par le nom de la porte principale de la ville, la porta del Sangue, ou porte du Sang, car il est coutume de dire que le sang des victimes s'écoulait jusqu'à elle. À côté de la porte de la ville se trouve aujourd'hui le Centro di Cultura Giovan-Luigi-Pascale, qui abrite une exposition permanente sur l'histoire des Vaudois de Guardia. En avril 1565, Salvatore Spinelli est fait marquis de Fuscaldo afin d'honorer son acte.
Les survivants au massacre ont dû se convertir au catholicisme romain et les mariages entre un homme et une femme d'origine vaudoise furent interdits. Des spioncini, des judas de porte s'ouvrant depuis l'extérieur, sont aménagés aux portes d'entrées des maisons de la ville afin de permettre aux inquisiteurs d'espionner les habitants et de vérifier si les nouveaux convertis s'abstenaient réellement de pratiquer les traditions vaudoises. Certains spioncini existent encore. L'église vaudoise a été démolie. À son ancien emplacement, sur l'actuelle piazza Chiesa Valdese, a été posé en 1975 un morceau de roche provenant du Piémont offert par la commune jumelle de Guardia, Torre Pellice, en mémoire des Alpes que les Guardioti avaient l'habitude de fouler avant leur exil vers le sud. Les noms reconnus de 118 victimes du massacre de 1 561 sont répertoriés sur une plaque apposée au rocher.

## Administration
| Période                                  | Période     | Identité           | Étiquette     | Qualité |
| ---------------------------------------- | ----------- | ------------------ | ------------- | ------- |
| 28 mai 2002                              | 29 mai 2007 | Andrea Muglia      |               |         |
| 29 mai 2007                              | 10 mai 2010 | Gaetano Cistaro    | Centre-Gauche |         |
| 10 mai 2010                              | En cours    | Vincenzo Rocchetti | Centre-Gauche |         |
| Les données manquantes sont à compléter. |             |                    |               |         |

### Évolution démographique
Habitants recensés

### Jumelages
- Torre Pellice, Italie